# تيسليت
تيسليت أو تاسليت أو تالغونجة هي شخصية من الثقافة الأمازيغية، وتيسليت أو تاسليت هي كلمة أمازيغية وتعني الخطيبة أو العروس.
تيسليت ن أنزار أو تاسليت نونزار هي أميرة من الميثولوجيا الأمازيغة، واسمها يعني باللغة العربية عروس أنزار أي عروس إله المطر، ذلك لأن أنزار رب المطر عند الأمازيغ القدامى والذي ما زال إلى عصرنا الوجهة الدينية لطلب المطر في أوقات الجفاف في بعض أنحاء شمال أفريقيا ولكن من منظور مؤسلم.

## تيسليت وإسلي
تيسليت هي بطلة أسطورة أمازيغية، جرت أطوارها في الأطلس الكبير عند قبائل أيت أحديدوا كما تروي الأسطورة. تيسليت هي حبيبة معشوقها إسلي. بحيث أحب كل منهما الآخر حبا صادقا، ولم يكن ليقبلا أن يفرق القدر بينهما، غير أن إسلي كان ينحدر من قبيلة معادية للقبيلة التي تنحذر منها حببته تيسليت.
نظرا للعداوة القائمة بين قبيلة تيسليت وقبيلة حبيبها إسلي منعا من الزواج ببعضهما. فحزنا حزنا شديدا وبكيا بكاء حتى شكلا بحيرتين من الدموع فأغرقا نفسيهما في تلك البحيرتين. وإلى يومنا هذا تحمل تلك البحيرتان اسم العاشقين الذي ضحيان بحياتهما بعد أن تيقنا بأنه لا حياة لهما دون بعضها البعض.
ويعتبر موسم إملشيل الموسم الذي يخلد ذكراهما والذي يُقام على ضفاف بحيرة تيسليت، بحيث تقام فيه طقوس تجذب إليها الشباب للتعرف ببعضهم البعض إذا ما كانا ينويان الزواج ويختتم التعارف بحفل كبير.

## أسطورة تيسليت ن أنزار
تحكي الرواية أن تيسليت كانت فاتنة عاشقة للماء فكانت ترتاد النهر الفياض بالمياه ترتوي من مائه وترضي عشقها له. ولم تكن لتستطيع الحياة دون ماء. وكان أنزار إله المطر قد رآها فتعلق بها وغدا عاشقها.
أنزار ملك المياه أصبح أحد محبيها الذي عاد يهيم عشقا بها. وحاول باستمرار أن يصارحها بحبه، لكن تيسليت التي هي قوس قزح الذي يزين السماء بألوانه الزاهية، على ما يبدو من رواسب الثقافة الأمازيغية في اللهجة العربية المغربية وكذا الأمازيغية، كانت عفيفة خجولة ولطالما عملت على تفادي مصارحة أنزار حتى لا يصيبها القوم بتهم ضنينة.
أمام تفادي تيسليت المستمر لأنزار، لم يجد هذا الأخير إلا أن يقدم عليها بجرأة حاسمة. إلا أنه بعد أن أفصح عما شغل قلبه، فوجئ باعتراض وتعفف تيسليت عنه خشية من سوء ظن القوم.
بعد الرفض غضب أنزار وانطلق مزمجرا إلى السماء، فنضب النهر فغارت مياهه فجف النهر من الماء الذي هو روح تيسليت. فبدأت هذه الأخيرة بالبكاء وتضرعت ولانت لأنزار وقبلت حبه، وبعد هذا أبشر أنزار فعاد من السماء كالبرق إلى الأرض فأخذ حبيبته بعيدا عن الأرض إلى السماء.